# Конуи (замок)
Замок Конуи (англ. Conwy Castle)  — средневековый замок, находится в городе-графстве Конуи в Уэльсе.

## История
Замок был построен в 1283—1289 годах по приказанию Эдуарда I Английского.
В течение четырех лет, работая с марта по октябрь, 1500 человек возвели  крепость и стены. Замок Конуи окружен каменной стеной с 8 круглыми башнями и бойницами. Башни замка многоэтажные, их высота около 20 м. Внутренний двор разделен на 2 части огромной поперечной стеной. В одной из частей находился зал для приемов.  Замок долгое время был заброшен и медленно разрушался.
Конуи в плане прямоугольный, хотя и выглядит концентрическим. Замок разделён на два дворика - внутренний и внешний, - причём каждый из них окружён толстыми стенами с 4 башнями по углам. Башни многоэтажные, их высота около 70 футов (20 м), диаметр - 30 футов (около 10 м), толщина стен - 15 футов (примерно 4 м). Рядом с замком высится Bodysgallen Hall, построенный в XIII веке как часовая башня замка Конуи для наблюдения за перемещением противника с северной стороны, т.к. из самого замка обзор в этом направлении был затруднён.
До наших дней дошли лишь стены замка, но и в таком виде они выглядят достаточно внушительно. С высоты стен замка Конуи открывается прекрасный вид на городок Конуи, одноимённый залив и зелёные холмы Уэльса.